# イエロー (バンド)
イエローは、1972年から1976年にかけて活動していた日本のロック・バンド。

## 歴史
1972年、ジョー山中らと組んでいたバンド「カニバルス」が解散となった吉長信樹（後のジョニー吉長）は、バンド「エム」として活動していた垂水孝道、垂水良道（以上ふたりは兄弟）、川崎雅文（後の川崎真弘）らとともに、中村純作、上田伸一を加え、新たなバンド「イエロー」を組んだ。1973年以降は、泉谷しげるのサポート・バンドとなり、泉谷のスタジオ・アルバム『黄金狂時代』や、ライブ・アルバム『ライヴ!!泉谷〜王様たちの夜〜』に演奏が収録された。
1974年ころからは、サポート・バンドとしての活動と並行して単独でのライブも行い、1975年には、シングル「国旗はためく下に/エコノミックアニマルに捧げる賛歌」と、セルフタイトルのデビュー・アルバム『イエロー』を発表したが、その後ほどなくして、1976年2月22日に解散した。解散後の1976年には、1975年末のライブ音源を収めたアルバム『バイブレイション』が発表された。

## メンバー
- 垂水孝道（ヴォーカル）
- 垂水良道（ベース）
- 吉長信樹（ドラムス）
- 川崎雅文（キーボード）
- 中村純作（ギター）
- 上田伸一（パーカッション）

## ディスコグラフィー

### アルバム
- 「YELLOW」（1975）
- 「VIBRATION ～イエロー・ライブ～」（1976）＊ライブ・アルバム
- 「1974 ONE STEP FESTIVAL」（2019）＊ライブ・アルバム

### シングル
- 「国旗はためく下に/エコノミックアニマルに捧げる賛歌」（1975）